# Joseph Robert Rodericks
Joseph Robert Rodericks SJ (* 7. Juni 1927 in Bandra, Bombay, Indien; † 14. Juli 2010 in Mumbai) war Bischof des Bistums Jamshedpur in Indien.

## Leben
Joseph Robert Rodericks trat der Ordensgemeinschaft der Gesellschaft Jesu bei und empfing am 24. März 1958 die Priesterweihe.
Papst Paul VI. ernannte ihn 1970 zum Bischof des Bistums Jamshedpur. Die Bischofsweihe spendete ihm am 9. Januar 1971 Valerian Kardinal Gracias, Erzbischof von Bombay. Mitkonsekratoren waren Lawrence Trevor Picachy SJ, Erzbischof von Kalkutta, und Pius Kerketta SJ, Erzbischof von Ranchi. 
Er hatte verschiedene Ämter in der indischen Bischofskonferenz inne, darunter Vorsitzender der einflussreichen Kommission für die Priesterseminare. 1996 nahm Johannes Paul II. sein altersbedingtes Rücktrittsgesuch  an.
Er wurde in der St.-Josephs-Kathedrale in Jamshedpur bestattet.